# Emil Leyde
Emil Leyde (* 8. Januar 1879 in Nürnberg; tot aufgefunden am 12. Januar 1955 in Berlin (West)) war ein Regisseur, Drehbuchautor, Kameramann und Filmproduzent.

## Leben
Der Sohn des späteren Sächsischen Hofphotographen Fritz Leyde und seiner Frau Louise, geb. de Suplicy, stieß 1915 als Regisseur zum Film. Er trat in den folgenden Jahren vereinzelt auch als Drehbuchautor, Produzent und Kameramann hervor, ehe er seine filmische Tätigkeit schon nach wenigen Produktionen wieder einstellte.
Leyde war zunächst von 1902 bis 1914 mit der gebürtigen Italienerin Emilia Piccini verheiratet. Nach ihrem Tod ehelichte er 1915 in Wien die Erzieherin Jenny Foitzick.
Anfang 1955 beging er gemeinsam mit seiner Frau Suizid durch Vergiftung.

## Filmografie (Auswahl)
- 1915: Das Kriegspatenkind
- 1916: Einen Jux will er sich machen
- 1918: Sonnwendhof
- 1919: Die lichtscheue Dame
- 1919: Alte Zeit – neue Zeit
- 1919: Die Czàrdàsfürstin
- 1919: Wem gehört das Kind?
- 1920: Alpentragödie
- 1923: Fiat Lux (... und es ward Licht!)
- 1924: Die Rieseneishöhlen des Dachsteins